# Astyanax jordani
Astyanax jordani és una espècie de peix de la família dels caràcids i de l'ordre dels caraciformes.

## Hàbitat
És un peix cec amb ulls totalment absents.
Viu als estanys i cursos d'aigua subterrànis de certes àrees de Mèxic (20 °C-25 °C).

## Distribució geogràfica
Es troba a Mèxic.